# Oryctes richteri
Oryctes richteri är en skalbaggsart som beskrevs av Rudolph Petrovitz 1958. Oryctes richteri ingår i släktet Oryctes och familjen Dynastidae. Inga underarter finns listade i Catalogue of Life.